# Fortuna '54
Fortuna '54 foi um clube esportivo neerlandês de futebol da cidade de Geleen, na província de Limburgo.

## História
Foi fundado em 26 de julho de 1954. Em 1968 fundiu-se com o RKSV Sittardia, tornou-se Fortuna Sittardia Combinatie (FSC, mais tarde renomeado Fortuna Sittard).

## Títulos
- Copa dos Países Baixos: 1956–57, 1963–64

## Retrospecto em competições
| Eredivisie | Eredivisie | Eredivisie | Eredivisie | Eredivisie | Eredivisie | Eredivisie | Eredivisie | Eredivisie | Eredivisie |
| Temporada  | Pos        | Pts        | J          | V          | E          | D          | GM         | GS         | SG         |
| ---------- | ---------- | ---------- | ---------- | ---------- | ---------- | ---------- | ---------- | ---------- | ---------- |
| 1956–57    | 2º         | 45         | 34         | 20         | 5          | 9          | 76         | 48         | +28        |
| 1957–58    | 4º         | 40         | 34         | 16         | 8          | 10         | 72         | 53         | +19        |
| 1958–59    | 3º         | 44         | 34         | 17         | 10         | 7          | 56         | 47         | +9         |
| 1959–60    | 14º        | 30         | 34         | 11         | 8          | 15         | 67         | 81         | –14        |
| 1960–61    | 15º        | 26         | 34         | 8          | 10         | 16         | 52         | 69         | –17        |
| 1961–62    | 12º        | 31         | 34         | 11         | 9          | 14         | 57         | 61         | –4         |
| 1962–63    | 12º        | 28         | 30         | 12         | 4          | 14         | 44         | 54         | –10        |
| 1963–64    | 7º         | 30         | 30         | 10         | 10         | 10         | 50         | 48         | +2         |
| 1964–65    | 6º         | 31         | 30         | 13         | 5          | 12         | 44         | 49         | −5         |
| 1965–66    | 9º         | 26         | 30         | 9          | 8          | 13         | 36         | 54         | –18        |
| 1966–67    | 14º        | 25         | 34         | 8          | 9          | 17         | 44         | 66         | −22        |
| 1967–68    | 17º        | 25         | 34         | 6          | 13         | 15         | 37         | 70         | –33        |
| Total      | Total      | 381        | 392        | 141        | 99         | 152        | 635        | 700        | –65        |